# Roy Trotman
Cardinal Leroy Trotman (Bathsheba, 9 mei 1944) is een Barbadiaans syndicalist en politicus.

## Levensloop
Trotman was algemeen secretaris van de Barbados Workers' Union (BWU) van 1992 tot 2014. 
Tevens was hij voorzitter van het Internationaal Verbond van Vrije Vakverenigingen (IVVV) van 1992 tot 2000. Hij volgde in deze hoedanigheid de Maleisiër Palayil Narayanan op, zelf werd hij in deze hoedanigheid opgevolgd door de Zambiaan Fackson Shamenda.
Ten slotte werd hij in 1995 aangesteld tot voorzitter van het Congress of Trade Unions and Staff Associations of Barbados (CTUSAB).